# Vefsna
Il Vefsna (in sami meridionale: Vaapstenjeanoe, in svedese Vapstälven) è un fiume della Norvegia, che scorre nella contea di Nordland.

## Corso del fiume

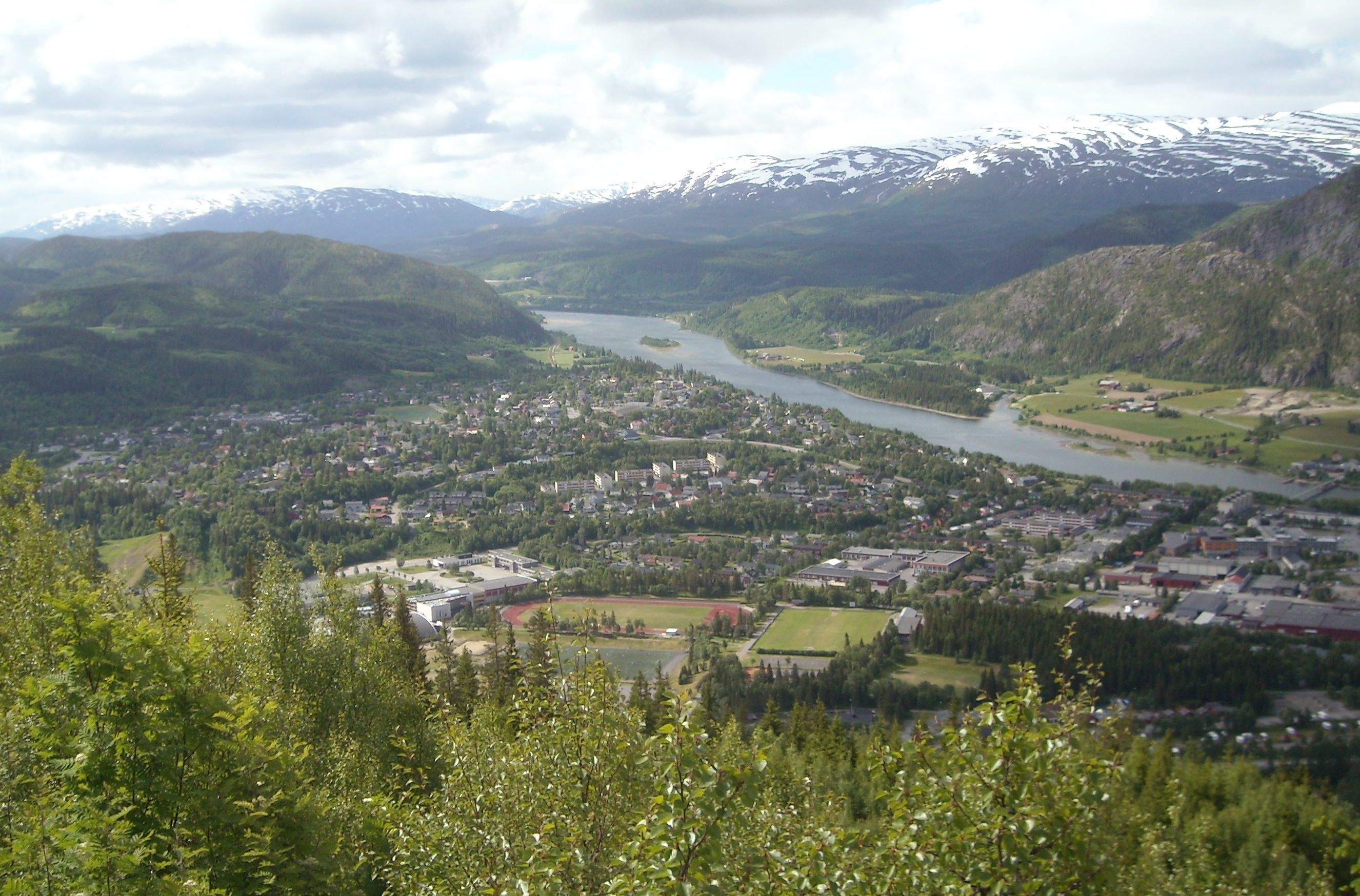
Il Vefsna a Mosjøen.

Il fiume nasce come emissario del lago Simskardvatnet, a 877 m s.l.m. all'interno del parco nazionale Børgefjell.
Lungo il proprio corso il Vefsna assume nomi diversi. Dopo aver lasciato il Simskardvatnet dal suo lato di sud-est il fiume prende il nome Simskardelva e prende verso est fino al lago Vestre Tiplingen (673 m); quindi il Tiplingelva continua fino ad Austre Tiplingen (663 m) per poi girare a nord-est per gettarsi nella valle Susendalen. Qui si unisce con il fiume Harvassbekken, che viene dalla vicina Svezia, e prende il nome Susna. Questo prosegue verso nord-ovest e riceve le acque del fiume Unkerelva. Dopo questa confluenza il fiume prende il nome Vefsna il quale, dopo un tratto verso nord, piega verso sud-ovest in corrispondenza del paese di Hattfjelldal.
Dopo Hattfjelldal fino al comune di Vefsn, i maggiori affluenti che si gettano nel Vefsna sono lo Storfiplingelva, lo Svenningdalselva e l'Eiteråga da sinistra e il Gluggvasselva da destra. Dopo la confluenza con lo Svenningdalselva a Trofors il Vefsn presenta alcuni salti dei quali il principale è costituito dalla cascata Laksfors (16 m), 20 km a nord di Trofors.
Il fiume sfocia nel fiordo Vefsnfjord nei pressi di Mosjøen, nel comune di Vefsn.
Lungo il proprio corso il Vefsna attraversa i comuni di Hattfjelldal, Grane e Vefsn. La strada europea E06 corre lungo il corso inferiore del fiume, da Trofors fino alla sua foce.

## Sfruttamento
Il Vefsna era tradizionalmente considerato ricco di salmoni; tuttavia negli anni '70 è stato infestato dal Gyrodactylus, un parassita dei salmoni, e, a partire dal 2011/2012, è stato oggetto di un inquinamento da rotenone assieme a fiumi e altri corsi d'acqua limitrofi. Si stima che la pesca nel Vefsna possa riprendere a partire dal 2017.
Negli anni '50 il fiume fu al centro di un dibattito per lo sfruttamento del potenziale idroelettrico del fiume e dei suoi affluenti che fu protratto per diversi anni. Nel 2009 infine il fiume fu posto sotto la tutela del Direttorato Norvegese per le risorse idriche e l'energia e tutelato ai sensi del Piano Norvegese di conservazione dei corsi d'acqua.